# Лопес, Кандидо
Ка́ндидо Ло́пес (исп. Cándido López; 28 августа 1840 — 31 декабря 1902) — аргентинский художник и военный. Считается одним из самых известных аргентинских художников XIX века. Знаменит, прежде всего, своими подробными рисунками сражений Парагвайской войны.

## Биография
Лопес был известным уже в возрасте 17 лет, хотя начал карьеру как фотограф-дагеротипист. В период 1859—1863 годов он путешествовал по сёлам провинций Буэнос-Айрес и Санта-Фе, где и делал свои фотографии. С 1863 года он начал работать под руководством художника Игнасио Мансони, позднее он познакомил его с другим художником итальянского происхождения Бальдассаре Верацци, у которого Лопес также брал уроки. Когда началась Парагвайская война, он принял в ней участие как солдат аргентинской армии. В битве при Курупайти его правое запястье было раздроблено взрывом гранаты, и ему пришлось ампутировать руку выше локтя, чтобы предотвратить распространение гангрены, впоследствии он научился рисовать левой рукой.
Его рисунки сражений отражают его любовь к деталям и ярким цветам, которые изображают войну в миниатюре. Многие из его работ находится в Национальном музее изящных искусств в Буэнос-Айресе.
Он похоронен на кладбище Реколета в Буэнос-Айресе.

## Работы
|                         |                                                  |                                           |                  |                    |
| Портрет Бартоломе Митре | Атака бразильских кораблей в битве при Курупайти | Лагерь перед битвой при Курусо (фрагмент) | Битва при Туютти | Автопортрет (1858) |